# Caragol bover
El cargol bover o caragol moro (Helix aspersa) és una espècie de mol·lusc gastròpode terrestre de la família Helicidae, un dels cargols de terra més comú als Països Catalans. Compta amb dos sinònims recents: Cornu aspersum i Cantareus aspersus.
És originari d'una àmplia zona entre la regió mediterrània, l'oest d'Europa, el nord-oest d'Àfrica, l'Àsia Menor, i arribant a les Illes Britàniques. A més està naturalitzat a gran part del món.
Malgrat que aquesta espècie és comestible, és vista com una plaga de les hortalisses, especialment en els llocs on ha estat introduïda.
No s'ha de confondre amb el caragol de Borgonya (Helix pomatia), el caragol més apreciat i consumit a França, i que no viu als Països Catalans.

## Descripció

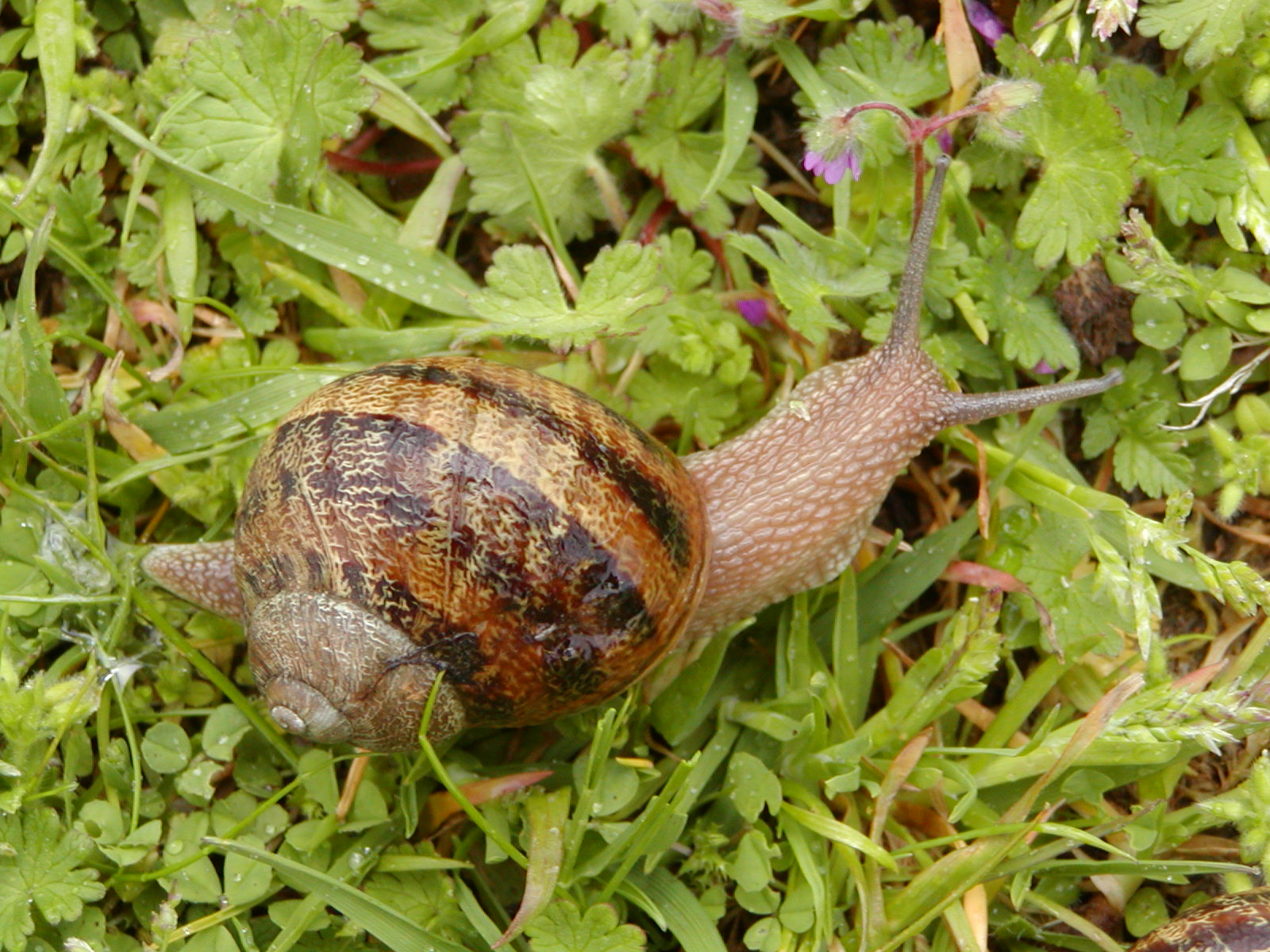
Exemplar dHelix aspersa.

El caragol adult duu una closca de carbonat de calci molt resistent de 25–40 mm de diàmetre i de 25–35 mm d'alt. La closca és una mica variable pel que fa al color i la forma però generalment és marró fosca o castanya amb bandes, taques o ratlles grogues.
Com els altres caragols és hermafrodita i després de la posta els caragolets triguen d'un a dos anys per arribar a la maduresa.
És herbívor i s'alimenta d'una gran quantitat de plantes. Al mateix temps ell és la presa de nombrosos animals incloent-hi alguns insectes, ocells (la cigonya per exemple), granotes i altres.
El caragol Rumina decollata captura i es menja molts caragols d'aquesta espècie i per això s'ha introduït com a part de la lluita biològica.
A la gastronomia francesa se'l coneix com a petit gris.
Recentment s'ha comercialitzat la bava de caragol d'aquesta espècie com a producte cosmètic.

## Folklore

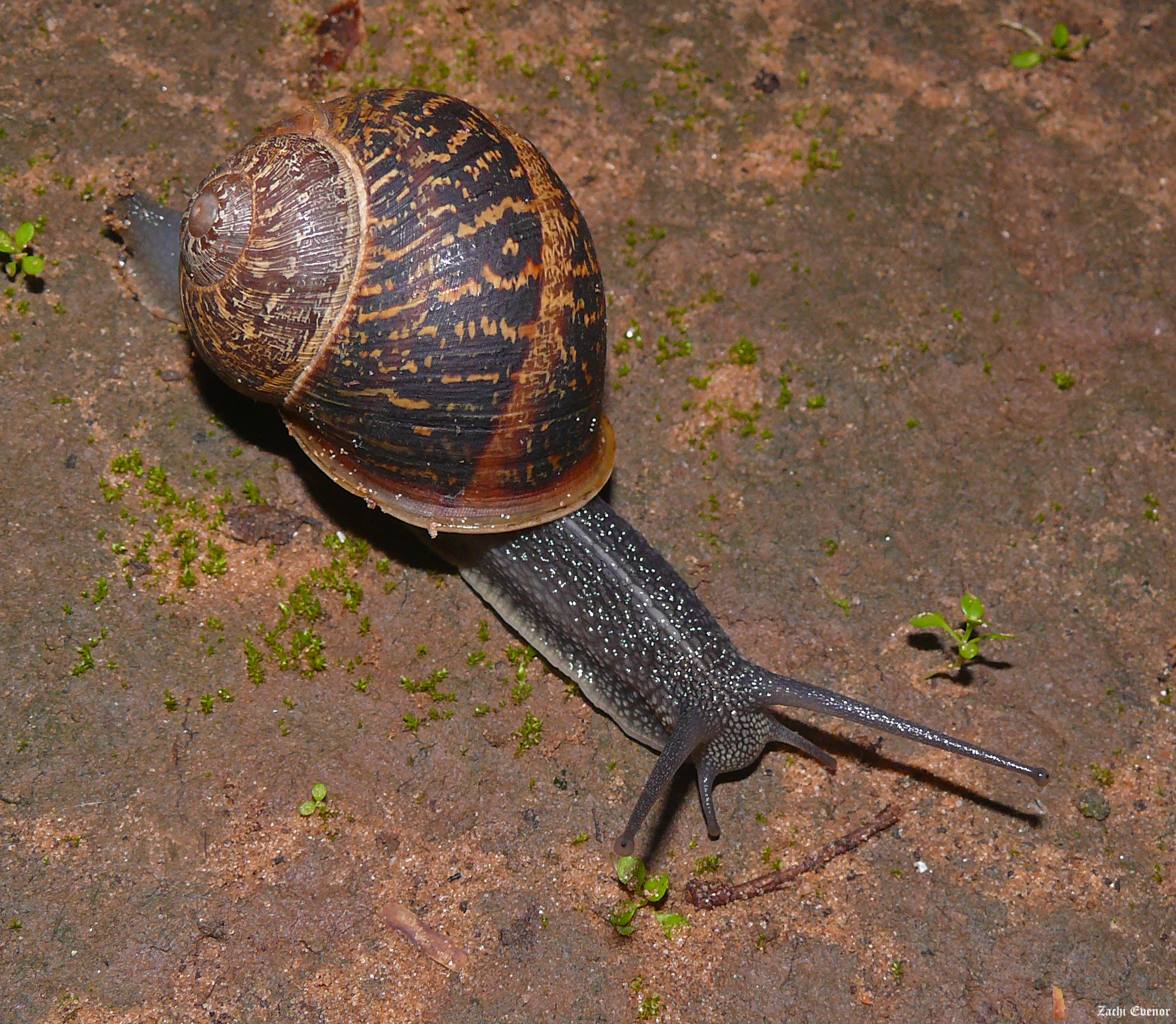
Helix aspersa

En el folklore és el cargol protagonista d'una popular cançó infantil catalana, que comença: Cargol treu banya puja la muntanya, cargol bover jo també vindré